# Buthus tunetanus
Buthus tunetanus es una especie de escorpión del género Buthus, familia Buthidae. Fue descrita científicamente por Herbst en 1800.
Se distribuye por Túnez, Libia, Argelia y Marruecos. Mide aproximadamente 55-75 milímetros de longitud.